# René Just Haüy
René Just Haüy (Saint-Just-en-Chaussée, 28 de fevereiro de 1743 — Paris, 1 de junho de 1822), por vezes designado por Abbé Haüy ou Abade Haüy, foi um mineralogista francês pioneiro no estudo da geometria dos cristais e na compreensão das origens da piroelectricidade.

## Biografia
René Just Haüy nasceu a 28 de fevereiro de 1743 em Saint-Just-en-Chaussée, no departamento francês de Oise. A sua família tinha poucas posses, pelo que os seus estudos exigiram um grande esforço familiar e pessoal e a ajuda de familiares e amigos. Frequentou o Colégio de Navarra e depois o de Lemoine, do qual se tornou professor.
Embora não seguisse a vida de clérigo, por ter sido nomeado cónego honorário de Notre Dame de Paris, passou a ser conhecido por Abade de Haüy ou l’Abbé Haüy', designação que frequentemente surge na literatura científica portuguesa.
Interessado pela História Natural, começou por dedicar o seu tempo livre ao estudo da botânica. O seu interesse pela mineralogia surgiu quando acidentalmente deixou cair uma amostra de calcite pertencente a um amigo, que se quebrou. Ao examinar os fragmentos notou que os mesmo não tinham formas aleatórias, antes pareciam obedecer a uma lei geométrica. Da análise das formas assumidas pelos cristais resultou a descoberta da relação geométrica dos cristais que hoje se designa por leis de Haüy ou dos índices racionais.
O valor da sua descoberta, cuja demonstração matemática foi feita por Haüy no seu  Traité de minéralogie,  foi imediatamente reconhecido pelos mineralogistas seus contemporâneos e quando comunicado à Academia das Ciências de França assegurou um lugar de sócio ao seu autor.
Outra área em que René Just Haüy se celebrizou foi no estudo da piroelectricidade, matéria sobre a qual conduziu observações experiências pioneiras.
Aquando da Revolução Francesa, Haüy foi preso, estando mesmo em risco de ser condenado à morte durante o Terror, tendo sido salvo por influência de Étienne Geoffroy Saint-Hilaire. Em 1802, sob Napoleão, Haüy foi nomeado professor de mineralogia no Muséum National d'Histoire Naturelle, mas em 1814 foi saneado pelo Governo da Restauração. Terminou os seus dias em pobreza, mas a sua coragem e qualidades morais, que demonstrara desde a juventude, permitiram que vivesse respeitado até à sua morte em Paris a 1 de Junho de 1822 (a data de 3 de Junho, reportada em quase todo o lado, está errada ).
Teve entre os seus discípulos José Bonifácio de Andrada e Silva (1763-1838), um dos introdutores da mineralogia e da metalurgia em Portugal e um dos patriarcas da independência do Brasil. Era irmão de Valentin Haüy, que dedicou a sua vida à promoção sócio-profissional dos cegos.

## Obras publicadas
As principais obras de René Just Haüy são as seguintes:
- Essai d'une théorie sur la structure des crystaux (1784)
- Exposition raisonnée de la théorie de l'électricité et du magnétisme, d'après les principes d'Aepinus 1787
- De la structure considérée comme caractére distinctif des minéraux (1793)
- Exposition abrégée de la théorie de la structure des cristaux (1793)
- Extrait d'un traité élémentaire de minéralogie (1797)
- Traité de minéralogie (5 volumes, 1801)
- Traité élémentaire de physique (2 volumes, 1803, 1806)
- Tableau comparatif des résultats de la cristallographie, et de l'analyse chimique relativement a la classification des minéraux (1809)
- Traité des pierres précieuses (1817)
- Traité de cristallographie  (2 volumes, 1822)

Foi também um assíduo autor de artigos de carácter científico nas publicações da especialidade, dos quais cerca de 100 estão enumerados no catálogo da Royal Society de Londres. Publicou especialmente no Journal de physique e nos Annales du Museum d'Histoire Naturelle.
O bicentenário da sua morte é celebrado em 2022 por ocasião do Ano Internacional da Mineralogia 2022, organizado em parceria com a UNESCO.
1. ↑  Alfred Lacroix, « La vie et l'œuvre de l'abbé Haüy », Bulletin de la Société française de Minéralogie, vol. 67 « La célébration du deuxième centenaire de la naissance de l'abbé Haüy », nos 1-6,‎ 1944, p. 15-226. (DOI 10.3406/bulmi.1944.4560)